# Запірна арматура

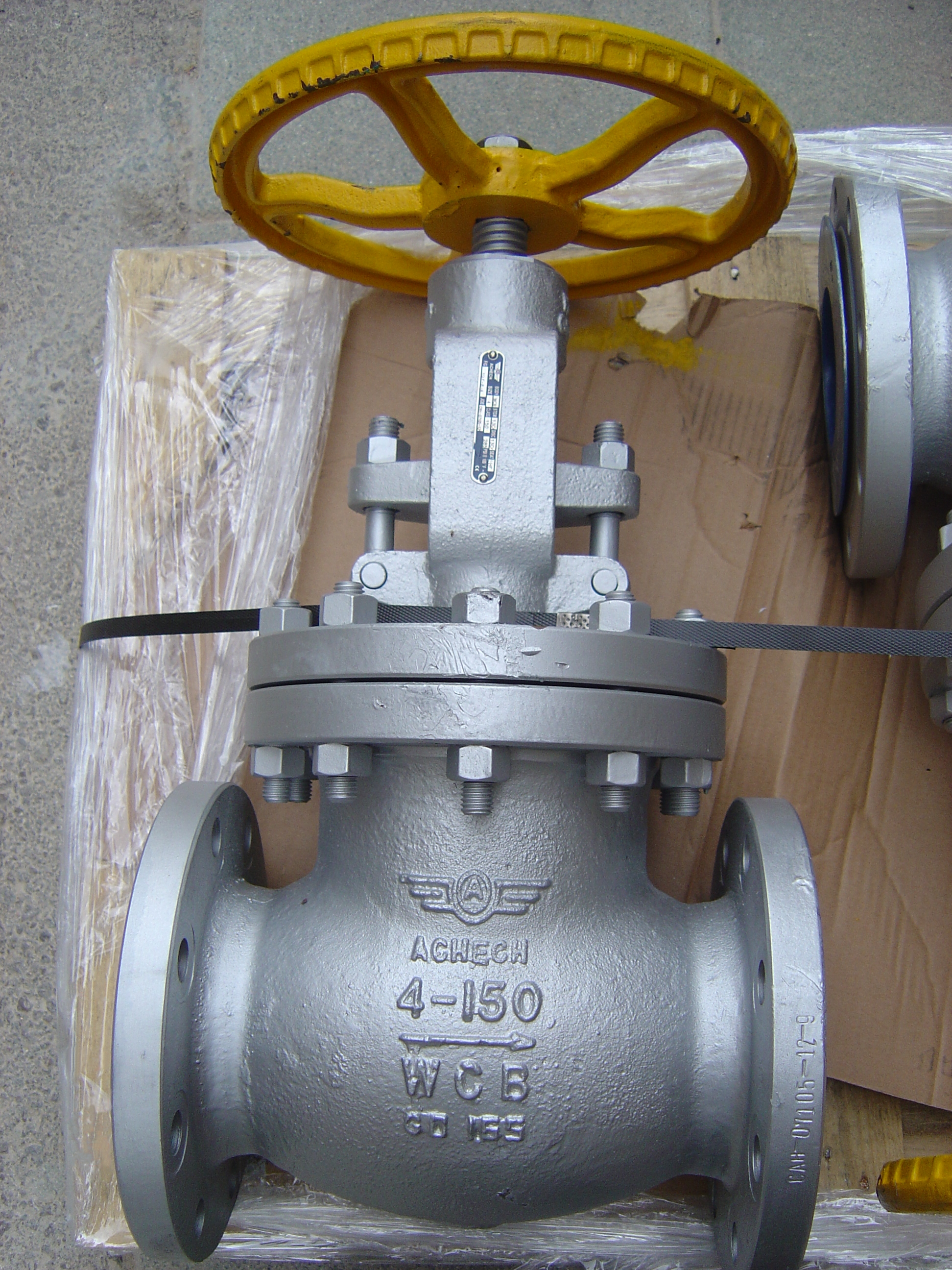
Стальний перекривний (запірний) клапан з ручним керуванням

Запі́рна армату́ра або перекривна́ армату́ра (рос. запорная арматура; англ. valving fittings, valve accessories, stop valves; нім. Absperrarmatur f, Verschlussarmatur f) — пристрої для перекривання потоку робочого середовища (природних газів, нафти тощо) в трубопроводах, котлах, агрегатах, резервуарах та інших технічних апаратах. Найпоширеніший вид трубопровідної арматури.
Кріпиться на трубах за допомогою перехідних патрубків (муфтових, фланцевих, цапфових або штуцерних) або приварюється.
Основні конструктивні елементи запірної арматури — корпус і запірний пристрій.

## Класифікація

### За призначенням
Розрізняють запірну арматуру загальнотехнічного і спеціального призначення.
Найширше застосування в промисловості отримала запірна арматура загальнотехнічного призначення, яка використовується при транспортуванні неагресивних рідин і газів.
Запірна арматура спеціального призначення застосовується для корозійних, агресивних або токсичних середовищ, а також для умов високого тиску, низьких і наднизьких температур, вакууму тощо і виготовляється з легованих хромонікелевих сталей.

### За конструкцією запірного елемента
У залежності від форми запірного пристрою і характеру переміщення його в корпусі під час роботи запірна арматура поділяється на:
- крани;
- клапани (вентилі);
- засувки;
- заслінки (поворотні або дискові затвори).

У крані регулювання потоку здійснюється кутовим зміщенням отвору запірного пристрою навколо осі, що перпендикулярна до осі прохідного отвору корпуса.
У зворотному клапані відключення (перекривання) потоку здійснюється перекриванням отвору сідла корпусу тарілкою(грибком)запірного пристрою в наслідку дії зворотного напряму потоку і сили тяжіння чи пружини.
У регулюючому клапані (вентилі) регулювання потоку здійснюється вертикальним зміщенням, відносно сідла, тарілки(грибка)запірного пристрою яка (який) вільно прикріплена (прикріплений) до штоку з різьбою. При підніманні штока в межах вільного руху тарілки(грибка) між штоком і отвором сідла корпусу, вентиль може працювати в режимі зворотного клапана.
Засувка — запірна трубопровідна арматура, у якій запірний чи регулюючий елемент переміщається перпендикулярно до осі потоку робочого середовища.
Дисковий затвор (заслінка) — тип трубопровідної арматури, в якій замикаючий чи регулюючий елемент має форму диска, що повертається навколо осі, що розміщена перпендикулярно чи під кутом до напрямку потоку робочого середовища. Також ці пристрої ще називають поворотними затворами, герметичними клапанами, гермоклапанами.